# Jean de Palos
Jean de Palos, (en espagnol : Juan de Palos), né à Palos de la Frontera dans la province de Huelva en Andalousie - décédé en Floride, Nouvelle-Espagne le 21 mars 1527, est un missionnaire laïc espagnol du XVIe siècle appartenant au Tiers-Ordre franciscain qui accompagne Martin de Valencia et ses compagnons en Nouvelle-Espagne. Il est l'un des membres du groupe dit des Douze Apôtres du Mexique.

## Biographie
Membre du Tiers-Ordre franciscain, il est choisi en 1523 pour faire partie du groupe de missionnaires envoyé en Nouvelle-Espagne pour y commencer l'évangélisation du Nouveau Monde. Doué pour les langues il apprend les langues locales et met rapidement son don au service de la prédication. Lorsque l'expédition dirigée par Pánfilo de Narváez en direction de la Floride est décidée en 1527 il est choisi pour en faire partie. Il s'installe donc en Floride et tente un début d'évangélisation. L'expédition tournera au désastre. Pánfilo de Narváez trouve la mort dans une attaque amérindienne tandis que le reste de l'expédition fut massacré ou sombra dans un ouragan. Le caractère insalubre de la région ainsi que l'hostilité manifestée par les indigènes à l'égard des colons conduira à l'abandon de l'expérience avant de revenir en 1539.